# 尖東忌廉哥
忌廉哥（英語：Brother Cream，2005年8月4日—2020年5月24日），香港著名貓店長，原稱尖東忌廉哥，是一頭雄性英國短毛貓，曾居於香港尖沙咀東部麼地道75號南洋中心地下——24小時營業的信和便利店報攤，平日跟高姓主人（高志成）一起看店。

## 生平
2012年7月，忌廉哥曾經一度失蹤達大半個月，引發了9萬餘人於Facebook關注，其失蹤的新聞亦得到數份報章的A1頭條報導。
惟到了2016年4月8日，他的主人在尖東忌廉哥的Facebook專頁上宣佈因報紙檔虧蝕，加上市道前景欠佳，決定最快於5月25日結業。消息傳出後，不少人親身去探望忌廉哥，並合照留念。
2016年5月25日晚上11時後，牠與其妻子摺耳貓「忌廉嫂」 搬回天水圍老家居住，告別尖東。
2017年10月，其高姓主人在油麻地彌敦道開設寵物店，定名為「忌廉家族」。
2020年5月24日下午其主人於Facebook宣佈：忌廉哥已於早上11時15分在其岳母高太太懷抱中，安詳離世，享年14歲。（死因是胃癌）

## 配偶
其妻子忌廉嫂妹妹（Sister Cream）（2012年－），是一頭摺耳貓，是高太太收養的. 平日跟高姓主人及丈夫忌廉哥一起看檔。其丈夫失蹤期間，妹妹顯得十分失落。

## 廣告
由於忌廉哥廣受歡迎，牠曾在不同廣告中出現
。

## 書籍
- 尖東忌廉哥. . 香港: 一丁文化. 2012年. ISBN 9789881699510.
- 尖東忌廉哥. . 香港: 一丁文化. 2013年. ISBN 9789881253408.
- 尖東忌廉哥. . 香港: 青森文化. 2014年. ISBN 9789888270545.
- 尖東忌廉哥; 葉貓 Cat Ip (漫畫、插圖創作). . 香港: 紅出版 (青森文化). 2016年. ISBN 9789888380848.

## 外部連結
- 有線寬頻 i-CABLE：繼續寵愛 - 專訪紅爆尖東忌廉哥 （页面存档备份，存于）